# أولاد الحاج عمار (بني خالد)
أولاد الحاج عمار هو دُوَّار يقع بجماعة اخلالفة، إقليم تاونات، جهة فاس مكناس في المملكة المغربية. ينتمي الدوّار لمشيخة بني خالد التي تضم 10 دواوير. يقدر عدد سكانه بـ 1 نسمة حسب الإحصاء الرسمي للسكان والسكنى لسنة 2004.

## روابط خارجية
- البوابة الوطنية للجماعات الترابية
- المندوبية السامية للتخطيط